# Mazuca strigicincta
Mazuca strigicincta är en fjärilsart som beskrevs av Walker 1866. Mazuca strigicincta ingår i släktet Mazuca och familjen nattflyn. Inga underarter finns listade i Catalogue of Life.